# 567. grenadirski polk (Wehrmacht)
567. grenadirski polk (izvirno nemško 567. Grenadier-Regiment; kratica 567. GR) je bil pehotni polk Heera v času druge svetovne vojne.

## Zgodovina
Polk je bil ustanovljen 15. januarja 1944 in bil 1. aprila istega leta dodeljen 331. pehotni diviziji. 
Pozneje je bil preimenovan v 557. grenadirski polk.